# Евер (библейский персонаж)
Евер, Эбер, Ебор (др.-евр. ‬и ивр. עבר‎, э́бер — пришелец, странник) — библейский персонаж. Согласно Книге Бытия — предок патриарха Авраама, праправнук Ноя, правнук Сима. Сын Салы. В христианской традиции описывается как прародитель евреев.

## В Библии
Согласно масоретскому тексту Библии, он жил 464 года; согласно Александрийскому кодексу Септуагинты, используемой Русской православной церковью, он дожил до 504 лет, согласно Ватиканскому кодексу — до 404 лет. При нём было Вавилонское столпотворение и рассеяние его строителей; он был последним из благочестивых патриархов до разделения и рассеяния народов.
Его сыновья — Фале́к и Иокта́н: «У Евера родились два сына; имя одному: Фалек, потому что во дни его земля разделена; имя брату его: Иоктан» (Быт. 10:25).

## Значение имени
Среди версий толкования этнонима «еврей» (др.-евр. עברי‬, иври) существует версия, возводящая этимологию этого слова к Еверу. В современной библеистике вопросы, происходит ли название иври от имени Евера и как соотносятся обозначаемые этими словами общности, остаются открытыми.

## Другие упоминания
Арабский историк XIII века Абу аль-Фида рассказывал, что только Еверу, поскольку он не присоединился к другим при строительстве Вавилонской башни, было позволено сохранить первоначальный еврейский язык.
Трактат Мегила в Талмуде упоминает, что Иаков учился в доме (ешиве) Евера и изучал там Тору, также в мидраше Берешит Рабба сообщалось, что Авраам посылал сына Исаака к Симу изучать Тору. Считается, что это одна и та же ешева. По мнению некоторых исследователей, дом учения располагался в то время возле города Беэр-Шева.
В мидраше Берешит Рабба Евер называется пророком, поскольку имена его сыновей могут толковаться как связанные с будущими событиями; имя Пелег (Фалек) толкуется как указывающее на разделение людей после строительства Вавилонской башни.

В Книге Юбилеев упоминается жена Ебора (Евера) — Ацурад, дочь Неброда и её сын Фалек:
И он взял ему жену по имени Ацурад, дочь Неброда, и именно в тридцать второй юбилей в седьмую седмину в третий год
Мхитар Айриванеци упоминает жену Евера — Зубу (Узбу):
Евер и Зуба, 133 лет, родили Фалека.
С Евером отождествлялся исламский пророк Худ.
Некоторые исследователи указывают на схожесть имён многих предков Авраама с терминами путешествий и перекочёвки, что, возможно, указывает на маршрут ухода аморейских племён из Месопотамии за Евфрат вследствие неких неблагоприятных факторов.